# Meddo
Meddo est un village situé dans la commune néerlandaise de Winterswijk, dans la province de Gueldre. Le 1er janvier 2006, le village comptait 1 475 habitants.